# Hadravova Rosička
Hadravova Rosička é uma comuna checa localizada na região da Boêmia do Sul, distrito de Jindřichův Hradec.